# 鳳凰 (張大豫)
鳳凰（ほうおう）は、東晋代に張大豫が撫軍将軍を自称し建てた私年号。319年 - 386年

## 西暦・干支との対照表
| 鳳凰 | 元年  |
| 西暦 | 386年 |
| 干支 | 丙戌  |